# Joan F. López Casasnovas
Joan Francesc López Casasnovas (Pere Xerxa) (Ciudadela, 13 de agosto de 1952-19 de julio de 2022) fue Licenciado en filología románica y especializado en filología catalana por la Universidad de Barcelona. Fue profesor del IES Josep Mª Quadrado de Ciudadela hasta su jubilación. Aparte de ejercer como docente, fue investigador de la lengua y literatura catalana, activista cultural y escritor.

## Su obra
Como investigador es autor de varios trabajos acerca de la cultura catalana en Menorca. Entre ellos cabe destacar: Els menorquins i la llengua catalana; Una perspectiva histórica (volumen VIII de Actes del Segon Congrés Internacional de la Llengua Catalana); Aproximació al Cançoner Popular de Menorca; El parlar de Menorca; Els estudis de toponímia menorquina: estats de la qüestió, Les lletres de les nostres cançons (Quaderns de Folklore 97; 2012).
Ha participado en diversos órganos difusores de la cultura catalana. De 1979 a 1983 fue consejero del Consejo Insular de Menorca por el PCIB-PCE donde se formó la primera delegación de normalización lingüística de las Islas Baleares. Diputado en el Parlament Balear por el Agrupament d'Esquerres-Partit Socialista de Menorca entre 1983 y 1987, y continuó por la Entesa de l'Esquerra de Menorca, coalición entre PSM y EM-IU. También ejerció como conseller de Cultura, Educación y Deporte, a nivel insular (1983-1989). En 1986 fue ponente del Parlamento de las Islas Baleares de la ley de normalización lingüística de las Islas Baleares. 
En el ámbito literario ha publicado varios libros de poesía, por ejemplo: Galops i glops, 1980; De sol a sol, 1999 y Caragols dels Jorns (2014). Ha editado y traducido diversas obras teatrales y ha llevado a cabo crítica literaria, publicada en revistas como Serra d'Or, El Mirall, El Temps, Lluc, entre otras. En 2002 publica Intervencions (1996-2001), Història-Llengua-Política. Aparte, ha prologado numerosos libros y ha sido jurado de premios literarios.
Desde 2006 fue miembro correspondiente de la Sección Filológica del Institut d'Estudis Catalans.
En 2007 recibió el Premio de Actuación Cívica de la fundación Lluís Carulla.

## Su pseudónimo: Pere Xerxa
En muchos de sus poemas el escritor firma como Pere Xerxa por los siguientes motivos, dice él: Pere, por ser el patrón de los pescadores, como habitante insular que es el escritor; Xerxa, por ser un palabra verdaderamente dialectal.
Joan Francesc López Casasnovas (Pere Xerxa)  ha sido y es, por tanto, un personaje muy importante para la isla de Menorca, ya que a través de prensa, radio, etc. se ha encargado de difundir los valores de la cultura menorquina.